# 內灣水力發電所
內灣水力發電所為一座位在臺灣新竹縣橫山鄉內灣村的小型水力發電廠，該座發電廠原由日治時期台灣總督府管轄，目前已經廢棄。

## 沿革
臺灣日治時期初期理蕃政策中，計畫在各地山區的山腰處構築隘勇線以防止蕃人前往平原地區，其中在新竹廳建立名為「新竹隘勇線」的防線。新竹隘勇線上所架設的通電鐵網，其電力來源原本是位在臺北的龜山水力發電所，然而因距離過長，當電力輸送到新竹時效果已不彰。故在1909年，臺灣總督府決議以「理蕃用臨時發電所」的方式在新竹內灣地區，現今內灣橋上游100公尺處河岸興建專門為隘勇線通電鐵網供電的小型水力發電廠，是為內灣水力發電所。而位在現今新竹縣竹東鎮的軟橋發電所（現為桂山發電廠軟橋機組）最初也是以理蕃之名義興建。因此最初這兩座發電廠之功能僅為專門為隘勇線通電鐵網供電。
1911年發電所完工後，內灣當地的臺灣原住民族泰雅族聯合周圍部落約500－600人與當時臺灣總督佐久間左馬太親自率領的2,000多人在內灣發生衝突，是為李崠山戰役。8月30日，因颱風來襲，內灣水力發電所遭到颱風破壞，隘勇線無法正常供電，日本人開始忙於修復受颱風摧毀的聯外交通以及發電所，泰雅族人便利用此機會向日本人發動攻勢，最終在10月16日泰雅族原住民仍不敵日本人攻擊。日本人修復發電所後，延長了隘勇線的設置長度，並在李崠山上建立砲台。
內灣水力發電所完工啟用後，長年飽受溪水暴漲侵襲而受損。臺灣總督府為維持隘勇線之正常運作而連年維修，直到總督府認為理蕃政策成功後才將通電鐵網拆除，內灣水力發電所廢棄，軟橋發電所則改為供應民生用電。停止維護的內灣水力發電所因連年洪災影響，建築結構已經消失。

## 資料來源
1. ↑  Taine Ko. . Blogger. 2015-05-29  [2016-02-09]. （原始内容存档于2016-12-20） （中文（臺灣））.
2. 1 2  . Xuite. 2008-01-29  [2016-02-09]. （原始内容存档于2019-05-17） （中文（臺灣））.
3. 1 2 3  . 喜市集. 2010-03-18  [2016-02-09] （中文（臺灣））.[永久]
4. ↑  . 臺灣原住民歷史語言文化大辭典.   [2016-02-09]. （原始内容存档于2019-05-14） （中文（臺灣））.

## 外部連結
（日語）高松宮下賜の『蕃匪討伐紀念写真帖』について(小特集 非文字資料の保存と公開) （內有內灣水力發電所紀錄）